# Timana violacearia
Timana violacearia là một loài bướm đêm trong họ Geometridae.